# دیوا (ترانه بیانسه)
«دیوا» (به انگلیسی: Diva) تک‌آهنگی از هنرمند اهل ایالات متحده آمریکا بیانسه است که در سال ۲۰۰۹ میلادی منتشر شد. این تک‌آهنگ در آلبوم من...ساشا فیرس هستم قرار داشت.